# Чепурний Анатолій Григорович
Анато́лій Григо́рович Чепурни́й (1 лютого 1941, село Дмитрівка, тепер Шахтарського району Донецької області — 12 вересня 1993, місто Київ) — український діяч, голова колгоспу «Зоря» Борівського району Харківської області. Народний депутат України 1-го скликання, член Президії Верховної Ради України.

## Біографія
Народився у селянській родині.
У 1958—1959 роках — водій радгоспу «Сніжнянський» Сталінської (тепер — Донецької) області.
У 1959—1964 роках — студент Дніпропетровського сільськогосподарського інституту, вчений агроном.
У 1964—1966 роках — служба в Радянській армії.
У 1966—1967 роках — інструктор, 1-й секретар Магдалинівського районного комітету ЛКСМУ Дніпропетровської області.
У 1967—1969 роках — головний агроном колгоспу імені Петровського Магдалинівського району Дніпропетровської області.
У 1969—1971 роках — голова колгоспу «Дружба» Магдалинівського району Дніпропетровської області.
У 1971—1974 роках — головний агроном колгоспу імені Шевченка Борівського району Харківської області.
У 1974—1977 роках — головний агроном радгоспу «20-річчя Жовтня» Борівського району Харківської області.
Член КПРС з 1977 по 1991 рік.
У 1977—1992 роках — голова колгоспу «Зоря» Борівського району Харківської області. У 1992—1993 роках — почесний голова колгоспу «Зоря» Борівського району Харківської області.
18.03.1990 року обраний народним депутатом України, 2-й тур 52,86 % голосів, 6 претендентів. Входив до групи «Аграрники». Голова постійної Комісії ВР України з питань агропромислового комплексу, член Президії Верховної Ради України.

## Нагороди та звання
- заслужений працівник сільського господарства УРСР